# Бубањ (археолошко налазиште)
Бубањ је праисторијско археолошко налазиште код Новог Села (нови назив за ово градско насеље у градској општини Палилула је Девети Мај), близу Ниша. Припада енеолитском периоду и културном комплексу Бубањ Салкуца Криводол, односно Бубањ хумској културној групи, која је и добила назив по два најзначајнија налазишта носиоца ове културе, а то су Бубањ и Велика Хумска чука.
Најстарији слојеви на локалитету Бубањ припадају периоду од 5800. до 5500. године п. н. е., односно средњем неолиту, (старчевачка култура). До данас је откопано 30 културних слојева бронзаног и млађег бакарног доба. Укупна дебљина културног слоја износи 3 метра.
Локалитет је доста оштећен приликом изградње ауто-пута Београд–Ниш. Сачувана је површина од око 100 квадрата.
Милутин Гарашанин је први који је публиковао резултате истраживања на Бубњу и то на Трећем међународном конгресу у Цириху, средином 20. века.
На локалитету су откривени и гробови који припадају средњовековном периоду.
Археолошко налазиште је под заштитом државе од 1954. године.